# کی‌پی‌ان

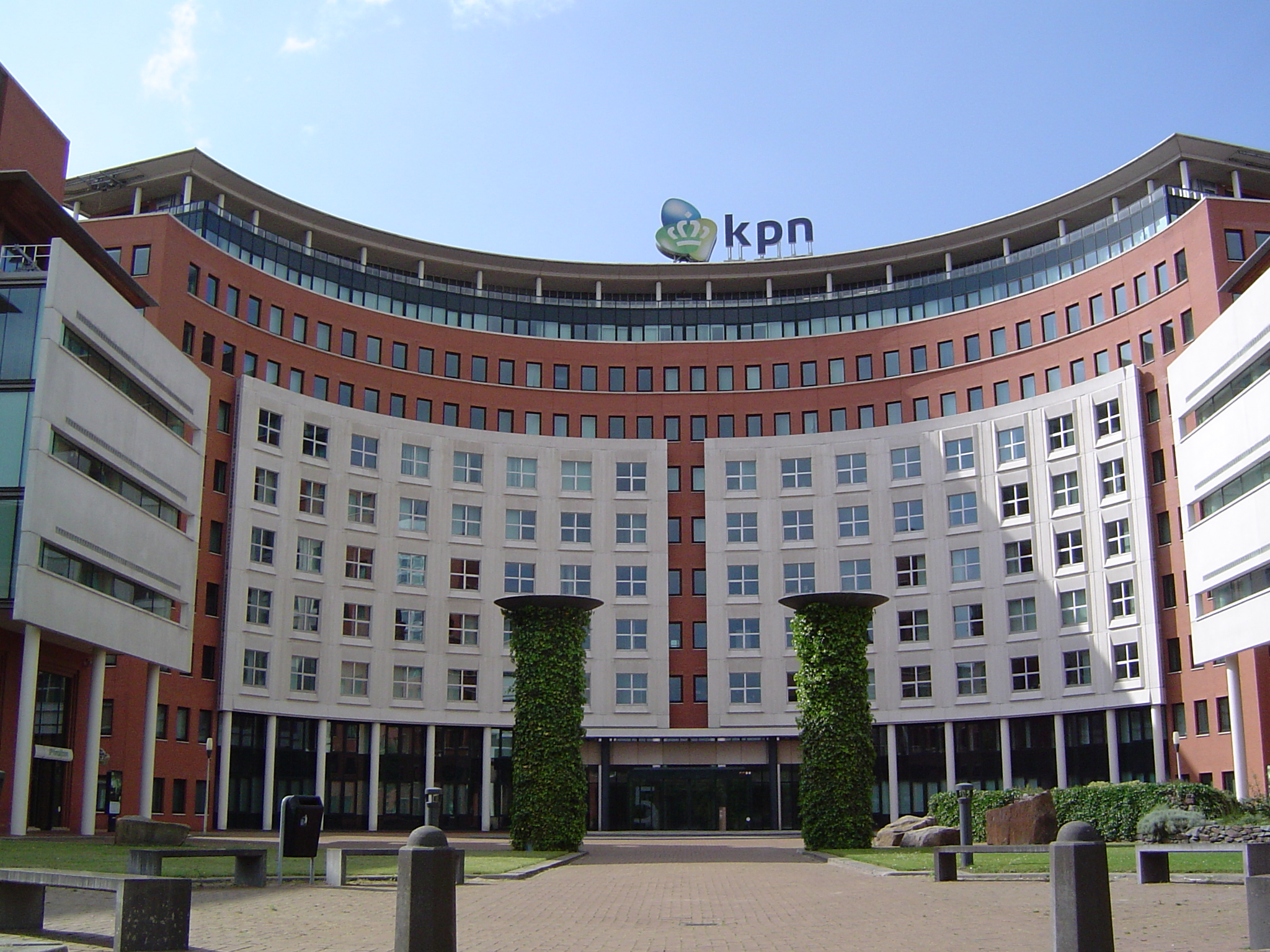
ساختمان مرکزی شرکت کی‌پی‌ان در شهر لاهه

کی‌پی‌ان (به هلندی: KPN) شرکت مخابرات هلندی است، که بزرگترین ارائه‌کننده خدمات تلفن ثابت و تلفن همراه در کشور هلند می‌باشد. دفتر مرکزی این شرکت در شهر لاهه قرار دارد. شرکت کی‌پی‌ان تا سال ۲۰۰۴ خدمات مخابراتی خود را در کشورهای هلند، آلمان، بلژیک، اسپانیا و فرانسه عرضه می‌نمود.